# 252e régiment de fusiliers motorisés de la Garde
Pour les articles homonymes, voir 252e régiment.
Le 252e régiment de fusiliers motorisés de la Garde (en russe : 252-й гвардейский мотострелковый полк, abrégé 252 гв. мсп), de son nom complet le 252e régiment de fusiliers motorisés de la Garde des ordres de Souvorov et d'Alexandre Nevski (en russe : 252-й гвардейский мотострелковый орденов Суворова и Александра Невского полк), est une unité de fusiliers motorisés de l'armée de terre russe (n° d'unité 91711).
Le régiment fait partie de la 3e division de fusiliers motorisés de la 20e armée combinée de la Garde du district militaire ouest, basée dans la ville de Bogoutchar, dans l'oblast de Voronej.

## Histoire
Le 252e régiment de fusiliers motorisés de la Garde hérite de l'histoire du 1094e régiment de fusiliers de la 325e division de fusiliers. Le 20 mai 1943, l'unité est renommée 272e régiment de fusiliers de la Garde de la 90e division de fusiliers de la Garde.
En 1945, le régiment est réorganisé en 84e régiment mécanisé de la Garde (n° d'unité 15332) de la 26e division de fusiliers mécanisés de la Garde.
Le 25 juin 1957, l'unité est rebaptisée 252e régiment de fusiliers motorisés de la Garde (n° d'unité 15332) au sein de la 38e division de tanks de la Garde.
En 1990, le régiment est basé dans la ville polonaise de Borne Sulinowo au sein de la 6e division de fusiliers motorisés de la Garde (formation de 1985). Le régiment est équipé de 40 chars T-80, 129 véhicules de combat d'infanterie (107 BMP-1, 20 BMP-2, 2 BRM-1K), 18 2S12, 2 BMP-1KSh, 2 PRP-3, 3 RHM, R-145BM, 2 PU-12, 3 MTP-1 (ru), 1 MT-55A,.
Le régiment est dissous lors du retrait de la 6e division de Pologne.
En 2016, l'unité (n° d'unité 91711) est reformée à Bogoutchar.

### Invasion russe de l'Ukraine
En 2022, le régiment prend part à l'invasion de l'Ukraine. À la mi-mars, l'Ukraine signale que leurs forces ont infligé de lourdes pertes au régiment près d'Izioum, dans l'oblast de Kharkiv, détruisant 30% des effectifs et de l'équipement du régiment. L'Ukraine signale également la mort du commandant du régiment, le colonel Igor Nikolaïev. Le gouverneur de l'oblast de Riazan confirme la mort du colonel,.
À l'automne 2022, après le début de la mobilisation russe, le régiment est reconstitué avec des troupes fraîchement mobilisées, qui, après un entraînement raccourci de deux semaines et faiblement armés, sont envoyées au front. La compagnie formée d'enrôlés subit de lourdes pertes, les soldats manquent de provisions, de vivres, ou de munitions. Sur une compagnie de 95 soldats, 30 d'entre-eux sont acheminés en véhicules, les 39 restants ayant été contraints de marcher 190 kilomètres jusqu'à Starobilsk. Le groupe s'étant perdu, le commandement de l'unité n'avait aucune idée de sa position ; celui-ci accusa alors les militaires de désertion,.